# 言語名称目録観
言語名称目録観（げんごめいしょうもくろくかん）は、まず存在があって、その存在の一つ一つにあたかもラベルが貼られるかのように、物の名前、いわば言葉というものが成立している、存在しているのだという考え方。ソシュールの言語理論（人間の世界認識は＜言葉＞の上にある）という考え方の登場以後、否定されるようになった。